# Дача Максимович
Дача Ф. И. Максимович — утраченное историческое здание на территории международного детского центра Артек, снесённое в 2016 году. Располагалась в пределах современного лагеря «Кипарисный», немного восточнее дачи Кавкасидзе.

## История
В начале XX века Феодосия Ивановна Максимович, которая, по архивным документам, то ли петербурженка, то ли харьковская мещанка, покупает у княгини Кавкасидзе часть имения площадью 702 квадратной сажени (примерно 0,35 гектара). Больше половины участка занимал парк, третья часть была занята различными постройками, оставшаяся площадь приходилась на морской берег. Уже в 1903 году, по проекту академика архитектуры Алексея Николаевича Бекетова, была прстроена дача. Двухэтажное здание, с просторными окнами разного размера и формы, возвели из серого мраморовидного гаспринского известняка. Возле дачи расположили служебные здания. Лестница от главного входа вела, вначале, на восток, а, затем, вниз к морю.
Изначально дача строилась для сдачи курортникам, известны условия и расценки на 1914 год: «11 комнат, обед из двух блюд — 20 р., из 3 блюд — 25-30 р.»., при общей плате за месяц 280 рублей. В мае 1907 года в двух комнатах на даче останавливались писатель Александр Куприн со второй супругой Елизаветой Морицовной, таким образом особняк считается единственным местом в Гурзуфе, связанным с памятью А. И. Куприна.

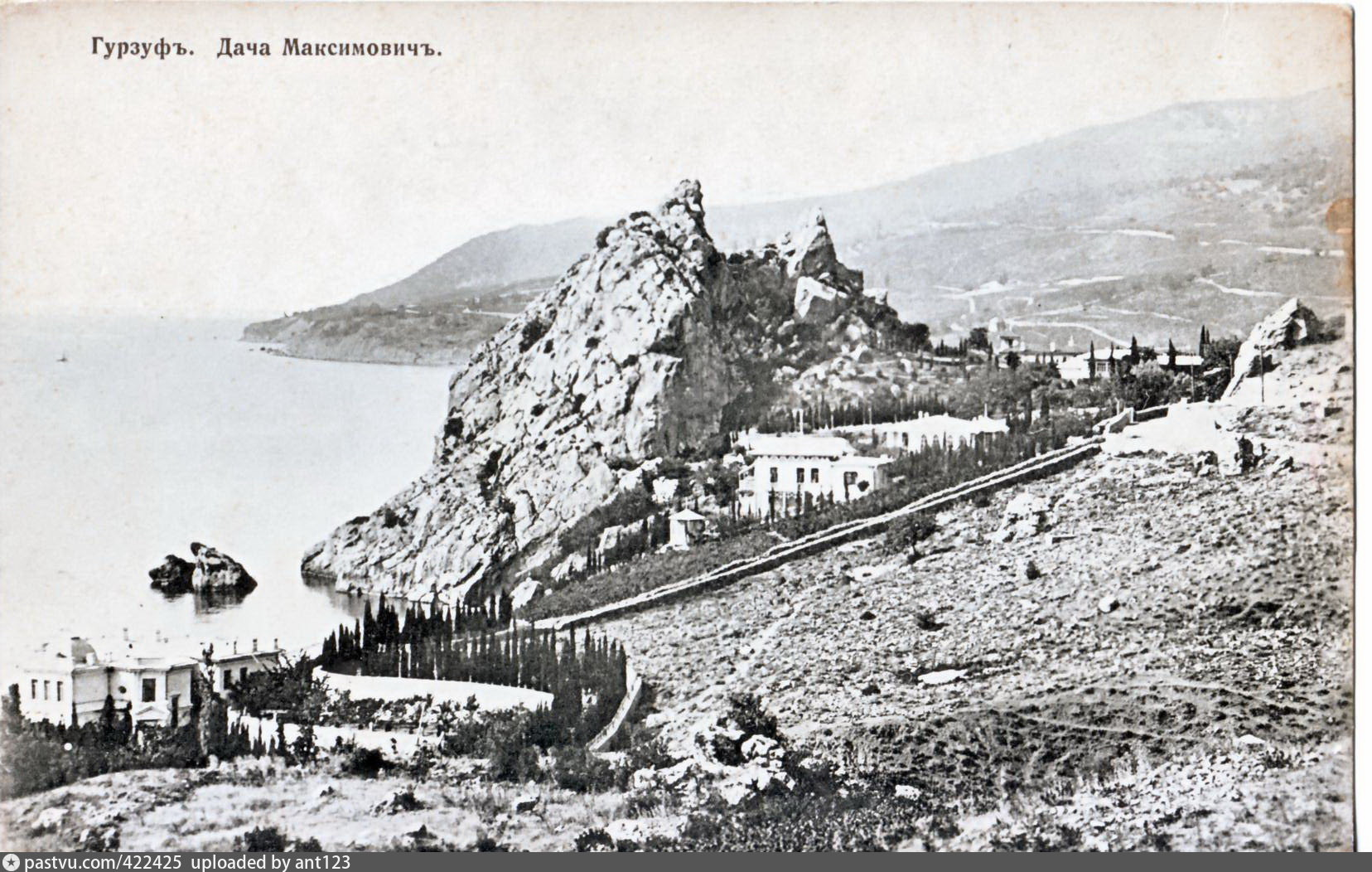
Дача Максимович, 1905 г.

Вокруг дачи изначально был разбит небольшой парк, который при советской власти был объединён с такими же насаждениями дач Кавкасидзе и Гурова в парк дома отдыха «Колхозной молодежи». Описание парка на 1930 годы приведено в книге А. И. Колесникова «Архитектура парков Кавказа и Крыма»
…расположен в центре Гурзуфа, на Гурзуфской скале. Он занимает небольшую площадь (около 4-5 га) и архитектурно решен весьма скромно, его планировка, сочетающая регулярные и ландшафтные элементы, продиктована рельефом. … Он весьма эффектен благодаря исключительно динамичности рельефа, составляющего основную его красоту. … Экзотическая растительность весьма разнообразна для этого парка (свыше 30 видов), и ряд её представителей очень эффектно дополняет оригинальные формы рельефа (мамонтово дерево, гималайский кедр, пихта греческая). Имеются здесь весьма редкие для парков Крыма растения: небольшое деревцо камфарного лавра, плакучая форма аризонского кипариса

### После революции
Судьба владельцев дачи в послереволюционное время неизвестна. 16 декабря 1920 года приказом председателя Революционного комитета Крыма были изъяты «из частного владения как разных ведомств, так и частных лиц все имения Южного берега Крыма в районе от Судака до Севастополя включительно» и передавались в ведение специально созданного Управления Южсовхоза. В начале 1920-х на дачах Кавкасидзе и Максимович, с приданными зданиями татарского земского и русского училищ (современные адреса — Ленинградская ул. д., 58 и ул. К. Коровина, 6) был создан Дом отдыха «Колхозная молодежь», который располагался там до начала Великой Отечественной войны.
В 1945 году бывшая дача Максимович была передана Артеку. На их базе был образован Лагерь № 3. Здание более 60 лет было дачей 2-го отряда, в 2010-х годах использовалось как общежитие для вожатых. В 1970-х годах Лагерь № 3 переименован в лагерь «Кипарисный». Дача Максимович, пребыывавшая уже в ветхом состоянии, была снесена в 2016 году.